# GKV Network Television
GKV Network Television est une chaîne généraliste émettant à partir de la ville de Mbanza-Ngungu sur la fréquence 503,25 Mhz, Canal 25 (information et éducation) et sur la fréquence 543,25 Mhz, canal 30 (divertissement).

## La première chaîne éducative de la RDC
Sise au 16 bis de l'avenue Zongo, quartier Disengomoka, dans la province du Bas-Congo, cette chaîne ambitionne de marquer la différence dans le paysage audiovisuel congolais tant dans sa programmation, sa ligne éditoriale que sa philosophie. Partenaire de CAP CANAL, première chaîne éducative européenne, GKV entend accorder une place importante à l'éducation de la jeunesse congolaise. Créée en 2011 à l’initiative du professeur José Mambwini, la chaîne émet de 6H00 à 0h00. Sa programmation tourne autour de trois axes : l'éducation, l'information et le divertissement.

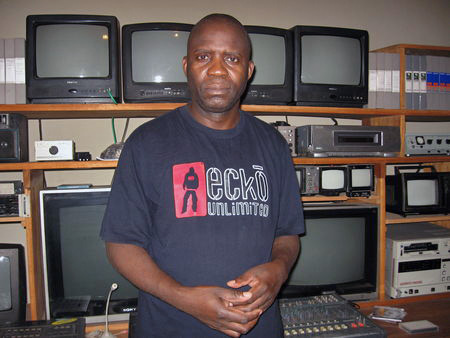
José Mambwini dans le studio de GKV Network Télévision.

Dans le paysage audiovisuel congolais, GKV Network Television se définit comme une "chaîne régionale de développement" et surtout comme la toute première chaîne éducative congolaise. À ce titre sa priorité est l'éducation à l'image, l'éducation par l'image à travers les émissions à même de pousser les téléspectateurs à réfléchir sur les grandes questions éducatives de l'heure.
Dans un monde en pleine mutation voulue et exigée par la mondialisation, l’éducation de la jeunesse congolaise est considérée un grand défi qui doit être relevé, non seulement par les Gouvernements, mais aussi par tous les acteurs sociaux congolais. Pour relever ce défi, GKV Network Television entend produire et programmer des émissions où les acteurs de l’éducation, ainsi que tous les citoyens s'y retrouveront. L'initiateur de télévision souhaiterait faire de cette chaîne un véritable outil de communication dont l'un des objectifs majeurs est la lutte contre les anti-valeurs en vue de l'amélioration de "l'éducation diffuse" reçue aujourd'hui par les jeunes Congolais en mal de personnalité.

## La radio communaitaire GKV
En 2015, José Mambwini franchit une nouvelle étape en lancant la radio communautaire GKV FM de Gombe-Matadi.
Puis en 2022 la radio communautaire GKV FM de Zongo SNEL . Ces médias proposent aux populations du territoire de Mbanza-Ngungu au Kongo-Central un accès à l'information, à la culture et à l'éducation .